# فيلومينا مانتيلا

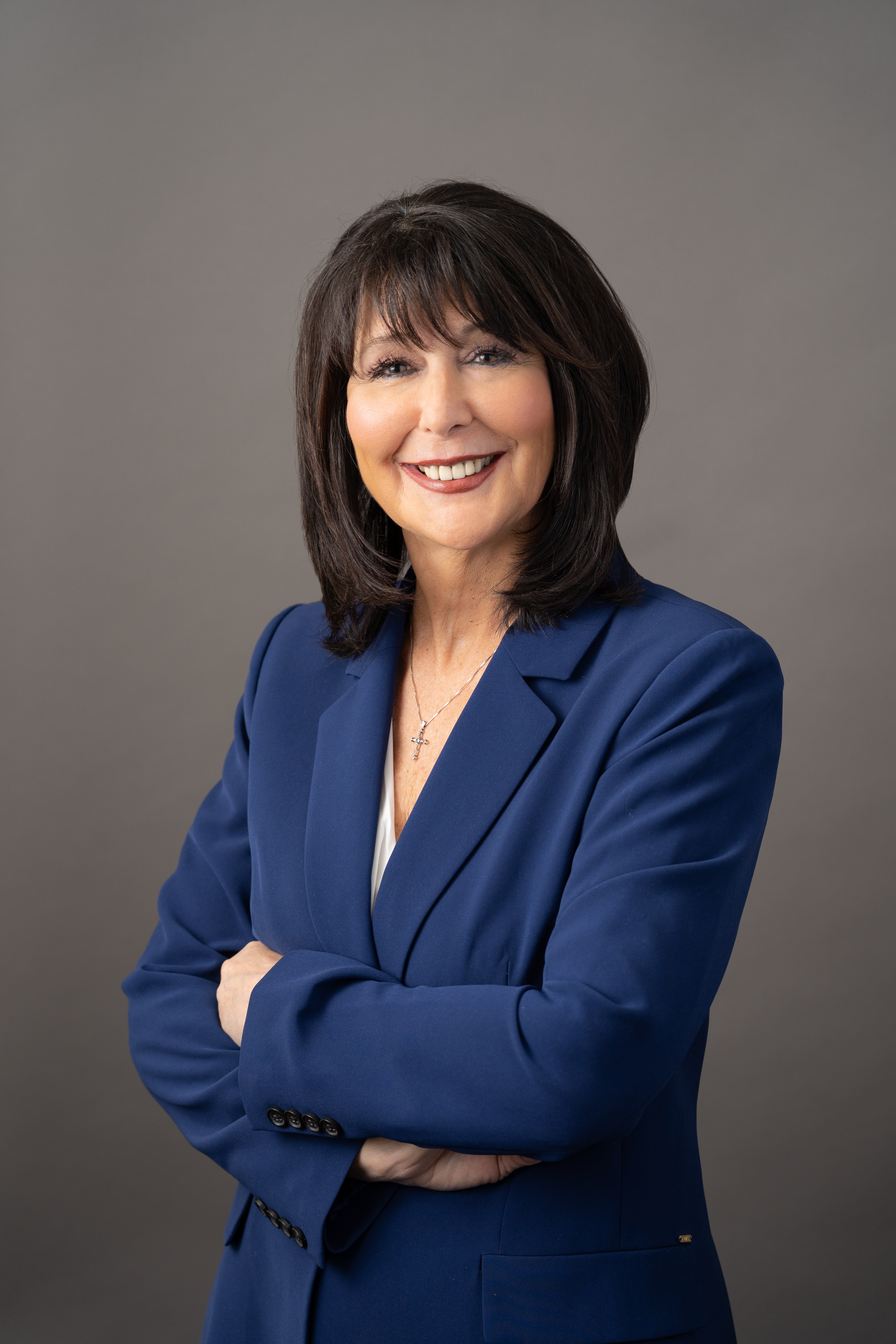

فيلومينا مانتيلا (بالإنجليزية: Philomena Mantella)‏ (مواليد 1955) هي الرئيس الحالي لجامعة غراندفالي، في ألينديل بولاية ميشيغان. في 22 يناير 2019، تم انتخابها من قبل مجلس أمناء الجامعة الحكومية في غراندفالي لتكون الرئيس الخامس لتلك المؤسسة. وهي أول امرأة تتولى هذا المنصب، خلفًا لتوماس هاس، الذي أعلن اعتزاله عام 2018. بدأت ولايتها في 1 يوليو 2019.